# Andreas Lennkvist Manriquez
Andreas Victor Lennkvist Manriquez, född 3 juni 1994 i Österåker-Östra Ryds församling, Stockholms län, är en svensk politiker (vänsterpartist). Han är riksdagsledamot för Stockholms kommuns valkrets sedan januari 2024.

## Biografi
Lennkvist Manriquez har studerat statsvetenskap och hållbar utveckling på Stockholms universitet.
Lennkvist Manriquez var tjänstgörande ersättare för Nooshi Dadgostar under perioden 19 augusti 2019–29 februari 2020. I riksdagen var han suppleant i EU-nämnden, finansutskottet och skatteutskottet. I januari 2024 tillträdde han som ordinarie riksdagsledamot efter det att Ali Esbati avsagt sig uppdraget.
Han har tidigare suttit i Österåkers kommunfullmäktige och varit vice ordförande i Gymnasie- och vuxenutbildningsnämnden. Han har även suttit i kommunstyrelsen. I Österåkers kommun har Lennkvist Manriquez varit engagerad i klimatfrågor och har bland annat drivit genom en utfasning av mikroplaster och en divestering. Han har även varit engagerad i djurskyddsfrågor.
Andreas Lennkvist Manriquez kallar sig för en grön demokratisk socialist och han har beskrivit Olof Palme och Bernie Sanders som sina politiska förebilder. I parlamentsvalet i Storbritannien 2019 uttryckte han sitt stöd för Labour. Samma år utsågs han även till ”en av framtidens makthavare”, där han placerades på plats 6 av 100.